# Tour de Kosovo
El Tour de Kosovo (oficialmente: Tour of Kosovo) es una carrera ciclista por etapas que se celebra en el mes de julio en la República de Kosovo. La carrera fue desde su inicio una competencia no UCI de categoría nacional y desde 2019 forma parte del UCI Europe Tour bajo la categoría 2.2.

## Palmarés (desde 2010)
| Año  | Ganador                | Segundo               | Tercero                 |
| ---- | ---------------------- | --------------------- | ----------------------- |
| 2010 | Karsten Keunecke       | Jonid Tosku           | Besmir Banushi          |
| 2011 | Ylber Sefa             | Altin Sufa            | Qëndrim Guri            |
| 2012 | Besmir Banushi         |                       |                         |
| 2013 | Heinrich Berger        | Esad Hasanović        | Benjamin Holler         |
| 2014 | Olsian Veliaj          | Alexander Schlenkrich | Sascha Starker          |
| 2015 | Alban Nuha             | Ylber Sefa            | Besmir Banushi          |
| 2016 | Ylber Sefa             | Egzon Misini          | Nikolla Xhukiç          |
| 2017 | Stanimir Cholakov      | Besmir Banushi        | Bart Dielissen          |
| 2018 | Innokenty Zavyalov     | Daaf Koemans          | Bart Dielissen          |
| 2019 | Charalampos Kastrantas | Yordan Andreev        | Kenny Nijssen           |
| 2020 | No se disputó          | No se disputó         | No se disputó           |
| 2021 | Tristan Delacroix      | Bart Buijk            | Nikodemus Holler        |
| 2022 | No se disputó          | No se disputó         | No se disputó           |
| 2023 | Nicolò Garibbo         | Lorenzo Cataldo       | Nikolaos Michail Drakos |

## Palmarés por países (desde 2010)
| País           | Victorias |
| -------------- | --------- |
| Albania        | 4         |
| Alemania       | 2         |
| Kosovo         | 1         |
| Bulgaria       | 1         |
| Estados Unidos | 1         |
| Grecia         | 1         |
| Francia        | 1         |
| Italia         | 1         |